# Glatte Funktion
Eine glatte Funktion ist eine mathematische Funktion, die beliebig oft differenzierbar ist. Die Bezeichnung „glatt“ ist durch die Anschauung motiviert: Der Graph einer glatten Funktion hat keine „Ecken“, also Stellen, an denen sie nicht differenzierbar ist. Damit wirkt der Graph überall „besonders glatt“. Zum Beispiel ist jede holomorphe Funktion auch eine glatte Funktion. Außerdem werden glatte Funktionen als Abschneidefunktionen oder als Testfunktionen für Distributionen verwendet.

## Definition

### Konventionen
Für eine nichtleere, offene Teilmenge {\displaystyle D\subset \mathbb {R} } bezeichnet man die Menge der Funktionen {\displaystyle f:D\to \mathbb {R} }, die auf ganz {\displaystyle D} stetig sind, mit {\displaystyle C(D)}, {\displaystyle C^{0}(D)} oder {\displaystyle C^{0}(D,\mathbb {R} )}.
Entsprechend wird die Menge der einmal stetig differenzierbaren Funktionen mit {\displaystyle C^{1}(D)} bezeichnet und für jede natürliche Zahl {\displaystyle n} wird die Menge der {\displaystyle n}-mal stetig differenzierbaren Funktionen mit {\displaystyle C^{n}(D)} bezeichnet.
Die Menge der {\displaystyle n}-mal stetig differenzierbaren Funktion wird rekursiv durch
{\displaystyle f\in C^{n}(D)\Leftrightarrow f\in C^{1}(D){\text{ und }}f'\in C^{n-1}(D)}
definiert. Es gilt stets
{\displaystyle C^{n}(D)\subset C^{n-1}(D)\subset \dotsb \subset C^{1}(D)\subset C^{0}(D)}.

### Glatte Funktionen
Eine Funktion {\displaystyle f\colon D\to \mathbb {R} } heißt unendlich oft (stetig) differenzierbar oder glatt, wenn {\displaystyle f\in C^{n}(D)} für alle {\displaystyle n\in \mathbb {N} } gilt. Die Menge aller glatten Funktionen auf {\displaystyle D} wird mit {\displaystyle C^{\infty }(D)} notiert und es gilt
{\displaystyle C^{\infty }(D):=\bigcap _{n\in \mathbb {N} }C^{n}(D).}
Diese Beschreibung ist insbesondere für topologische Betrachtungen nützlich.

### Verallgemeinerungen
Ohne Schwierigkeiten lässt sich der Begriff der glatten Funktion auf allgemeinere Fälle übertragen. Es heißt, eine Funktion {\displaystyle f\colon \mathbb {R} ^{m}\supset D\to \mathbb {R} ^{n}} ist unendlich oft differenzierbar beziehungsweise glatt, wenn alle partiellen Ableitungen unendlich oft differenzierbar sind. Auch werden glatte Funktionen zwischen glatten Mannigfaltigkeiten definiert und untersucht.

## Eigenschaften
- Notwendigerweise sind sämtliche differenzierbaren Ableitungen stetig, da Differenzierbarkeit Stetigkeit impliziert.
- Häufig findet man in mathematischen Betrachtungen den Begriff „hinreichend glatt“. Hiermit ist gemeint, dass die Funktion für ein hinreichend großes {\displaystyle n} in {\displaystyle C^{n}(D)} liegt, also gerade so oft differenzierbar ist, um den aktuellen Gedankengang durchzuführen. Dies wird so formuliert, um eine zu starke (und nicht sinnvolle) Einschränkung durch „unendlich oft differenzierbar“ zu vermeiden, und zum anderen nicht alle Voraussetzungen durchgehen zu müssen, die in den üblicherweise betrachteten Fällen ohnehin erfüllt sind, oder aber, wenn die genaue Einschränkung aus anderen Gründen keine Rolle spielt: Als theoretisches Argument lässt sich anführen, dass für alle {\displaystyle n\in \mathbb {N} } die {\displaystyle n}-fach differenzierbaren und auch die unendlich oft differenzierbaren Funktionen und die analytischen Funktionen bezüglich vieler gängiger Metriken dicht in den stetigen liegen. Liegt etwa ein physikalisches Problem vor, in dem kleine Änderungen nicht von Bedeutung sind, gibt es zu einer betrachteten stetigen Funktion beliebig „nahe gelegene“ Funktionen, die die gestellten mathematischen Bedingungen erfüllen; eventuell lässt sich sogar zeigen, dass sich die für bestimmte Funktionen bewiesene Eigenschaft auf einen größeren Raum, in dem sie dicht liegen, überträgt. Ist aus dem Kontext erkennbar, dass nur hinreichend glatte Funktionen betrachtet werden (z. B. durch Angabe des Grades der Differenzierbarkeit), wird auf den Zusatz „hinreichend“ gelegentlich auch verzichtet.
- Zusätzlich bezeichnet man noch mit {\displaystyle C^{\omega }(D)} die Menge aller analytischen Funktionen, das sind die unendlich oft differenzierbaren Funktionen, deren Taylor-Entwicklung um jeden beliebigen Punkt in einer Umgebung gegen die gegebene Funktion konvergiert. Beachtenswert ist dann, dass jede der folgenden Inklusionen {\displaystyle C^{0}(D)\supset \dotsb \supset C^{n}(D)\supset C^{n+1}(D)\supset \dotsb \supset C^{\infty }(D)\supset C^{\omega }(D)} im reellwertigen Fall echt ist. Im Falle komplexwertiger und komplex differenzierbarer, besser gesagt holomorpher Funktionen, ist jede auf einer offenen Menge komplex differenzierbare Funktion gleich unendlich oft differenzierbar und sogar analytisch. Deswegen bezieht sich die Differenzierbarkeit bei {\displaystyle C^{n}(D)} meist auf Funktionen, deren Definitions- und Zielmenge die reellen Zahlen, Vektorräume oder Mannigfaltigkeiten über den reellen Zahlen oder Ähnliches sind.
- Jeder {\displaystyle C^{n}(D)} und auch {\displaystyle C^{\infty }(D)} (sowie {\displaystyle C^{\omega }(D)}) ist ein (unendlichdimensionaler) Vektorraum.

## Beispiele
- Alle Polynomfunktionen sind unendlich oft differenzierbar und sogar analytisch.
- Sei {\displaystyle n\in \mathbb {N} _{0}}. Die durch

{\displaystyle f\colon \mathbb {R} \to \mathbb {R} ,\;\;\;x\mapsto {\begin{cases}x^{n+1}&\mathrm {f{\ddot {u}}r} \quad x\geq 0\\-x^{n+1}&\mathrm {f{\ddot {u}}r} \quad x<0\end{cases}}}
definierte Funktion erfüllt {\displaystyle f\in C^{n}(\mathbb {R} )}, ist also {\displaystyle n}-mal stetig differenzierbar. Ihre {\displaystyle n}-te Ableitung {\displaystyle f^{(n)}(x)=(n+1)!\,\left|x\right|} ist jedoch an der Stelle {\displaystyle x=0} nicht stetig differenzierbar, also {\displaystyle f\notin C^{n+1}(\mathbb {R} )}.
- Die Funktion

{\displaystyle g\colon \mathbb {R} \to \mathbb {R} ,\;\;\;x\mapsto {\begin{cases}\mathrm {e} ^{-{\frac {1}{x^{2}}}}&\mathrm {f{\ddot {u}}r} \quad x\neq 0\\0&\mathrm {f{\ddot {u}}r} \quad x=0\end{cases}}}
ist eine unendlich oft differenzierbare Funktion, aber keine analytische Funktion, denn die Taylorreihe um den Nullpunkt stimmt in keiner Umgebung um 0 mit der Funktion überein, da alle Ableitungen bei 0 den Wert 0 annehmen.
- Ebenso ist aber auch

{\displaystyle h\colon \mathbb {R} \to \mathbb {R} ,\;\;\;x\mapsto {\begin{cases}\mathrm {e} ^{-{\frac {1}{x^{2}}}}&\mathrm {f{\ddot {u}}r} \quad x>0\\0&\mathrm {f{\ddot {u}}r} \quad x\leq 0\end{cases}}}
unendlich oft differenzierbar. Aus lokaler Kenntnis einer unendlich oft differenzierbaren Funktion kann man also offensichtlich keine globalen Aussagen herleiten (hier gilt etwa {\displaystyle g(x)=h(x)} für alle positiven {\displaystyle x}, aber dennoch {\displaystyle g\neq h}).
- Der Schwartz-Raum enthält nur glatte Funktionen und ist eine echte Teilmenge der unendlich oft differenzierbaren Funktionen.

### Anwendung
Diese beiden letzten Beispiele sind wichtige Hilfsmittel zur Konstruktion von Beispielen von glatten Funktionen mit besonderen Eigenschaften. Auf folgende Weise kann man eine glatte Zerlegung der Eins (hier: von {\displaystyle \mathbb {R} }) konstruieren:
- Die Funktion {\displaystyle j\colon \mathbb {R} \to \mathbb {R} ,\;x\mapsto h(1+x)\cdot h(1-x)} ist unendlich oft differenzierbar mit kompaktem Träger {\displaystyle [-1,1]}.

- Die Funktion

{\displaystyle k\colon \mathbb {R} \to \mathbb {R} ,\;x\mapsto {\frac {h(1+x)}{h(1+x)+h(1-x)}}}
ist unendlich oft differenzierbar und es gilt:
{\displaystyle {\begin{array}{ccc}k(x)=0&\mathrm {f{\ddot {u}}r} &x\leq -1\\0<k(x)<1&\mathrm {f{\ddot {u}}r} &-1<x<1\\k(x)=1&\mathrm {f{\ddot {u}}r} &x\geq 1\end{array}}}

## Topologisierung
Sei {\displaystyle D\subset \mathbb {R} ^{n}} eine offene Teilmenge. Auf dem Raum der glatten Funktionen {\displaystyle f\colon D\to \mathbb {R} } wird insbesondere in der Distributionentheorie eine Topologie erklärt. Die Familie von Halbnormen
{\displaystyle f\in C^{\infty }(D)\mapsto \sum _{|\alpha |=m}\sup _{x\in K}\left|{\frac {\partial ^{\alpha }}{\partial x^{\alpha }}}f(x)\right|}
mit {\displaystyle m\in \mathbb {N} } und {\displaystyle K\subset D} durchläuft alle Kompakta, macht den Raum der glatten Funktionen zu einem lokal-konvexen Raum. Dieser ist vollständig und damit ein Fréchet-Raum. Da außerdem jede abgeschlossene und beschränkte Menge kompakt ist, ist dies sogar ein Montel-Raum. Der Raum der glatten Funktionen {\displaystyle C^{\infty }(D)} zusammen mit dieser lokal-konvexen Topologie wird meist mit {\displaystyle {\mathcal {E}}(D)} bezeichnet.